# Ruộng công

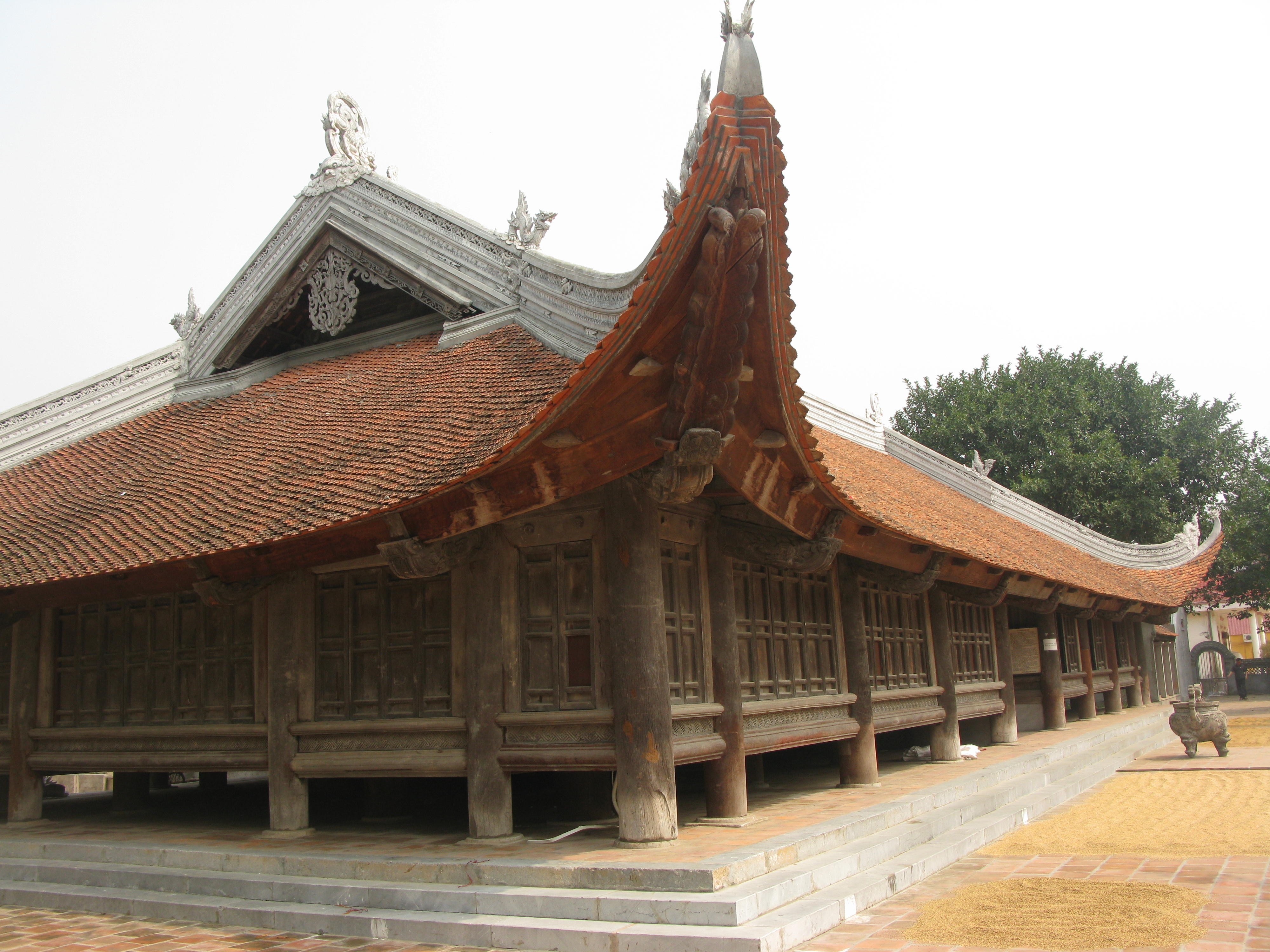
Đình, nơi hội đồng kỳ dịch họp và quyết định về cách phân phối công điền của làng

Ruộng công tức công điền hay công thổ  trong lịch sử Việt Nam là đất canh tác không thuộc sở hữu của riêng cá nhân hay đoàn thể nào mà là thuộc của chung một làng.
Một số quốc gia khác cũng có đất đai thuộc hạng ruộng công tương tự như ở Việt Nam. Ở Anh gọi là "communal land". Ruộng công ở México gọi là "ejido".

## Việt Nam
Từ thời phong kiến đất đai toàn quốc đều thuộc về nhà vua. Nhà vua ban cấp cho ai thì người đó được dùng để sinh lợi tương tự như tá điền mà thôi, nhưng dần dần khái niệm tư hữu dấy lên thì triều đình phải thừa nhận sự hiện hữu của tư điền khác với công điền. Số lượng công điền theo đó giảm dần từ Bắc vào Nam theo dòng thời gian.
Trước năm 1945 mỗi ngôi làng truyền thống của người Kinh đều có một số đất dưới dạng ruộng công do hội đồng kỳ dịch quản lý. Ruộng công có nhiều hạng tùy theo hương ước của làng đề ra, thường với ba mục đích:
- Trang trải chi phí cho làng bằng cách sinh lợi, ví dụ như:

1. dân đinh lãnh việc cúng tế ở đình để sắm sửa lễ vật làm cỗ.,
2. dân đinh muốn canh tác thêm và trả cho làng một phần lợi nhuận để làng có thêm ngân khoản tài chính.

- Giúp đỡ những ai cùng cố:

1. dân đinh quá nghèo không có ruộng nuôi thân; ngược lại họ góp công phục dịch khi làng cần đến.

- Bù trừ cho những ai có công với làng:

1. dân đinh đảm nhiệm việc canh phòng, tức tuần đinh để họ cày cấy trong khi bảo vệ làng,
2. gia đình có người bị sung lính, kể như đền bù công cho họ gọi là "binh điền" hay "lương điền".

Ngoài ra có một số làng vì có nhiều ruộng nên áp dụng phép "khẩu phân điền" tức là mùa màng thu hoạch từ loại ruộng công này sẽ chia hết cho mỗi suất đinh trong làng.
Dù là với mục đích gì thì ruộng công khi giao cho người canh tác thì cũng không chuyển nhượng quyền sở hữu mà chỉ là khoán tạm thời, ngắn dài tùy lệ làng, coi như cách trả lương vậy. Ruộng công ngay khi làng gặp lúc túng bần cũng không thể bán đi được mà quá lắm chỉ có thể đem cầm trong hạn vài năm mà thôi.
Vì là đất của làng nên ruộng công chỉ có thể giao cho dân nội tịch. Người tạm cư hay ngoại tịch thì không được hưởng quyền lợi lĩnh canh.
Sử sách tiếng Việt ghi lại những loại ruộng công có năng dụng chính xác như "quả phụ điền" để cấp tiền cho đàn bà góa; "cô nhi điền" giúp cho trẻ mồ côi; "trợ sưu điền" giúp người nghèo đóng thuế thân. Ngoài ra lại có "học điền" để trả tiền thầy dạy học trong làng, "bút điền" để trang trải tiền giấy bút cho công việc của chức dịch.
Ở dạng công hữu, ruộng công thời phong kiến chính thức ra thuộc của nhà vua nên chế độ thuế má và địa tô thường nộp cao hơn ruộng đất của tư nhân.
Tính đến thập niên 1950 khi triều đại nhà Nguyễn cáo chung thì công điền chiếm khoảng 1/5 tổng diện tích đất ruộng trên toàn quốc: 490.000 ha trên 2.500.000 ha. Trong đó:
- Bắc Kỳ có 234.000 ha
- Trung Kỳ 195.000 ha
- Nam Kỳ 61.000.

Sau đó khi đất nước chuyển sang thể chế cộng sản ở phía bắc vĩ tuyến 17 và cộng hòa ở phía nam, công điền phần lớn bị giải thể. Ở Miền Bắc thì đất đai phần lớn sung vào hợp tác xã. Ở Miền Nam thì đất ruộng được phát cho tá điền lĩnh canh rồi dần chuyển đến sở hữu nên ruộng công gần như mất hẳn.